# 90138 Diehl
90138 Diehl è un asteroide della fascia principale. Scoperto nel 2002, presenta un'orbita caratterizzata da un semiasse maggiore pari a 2,2915257 UA e da un'eccentricità di 0,0643706, inclinata di 0,51868° rispetto all'eclittica.
L'asteroide è dedicato alla divulgatrice scientifica statunitense Jacqueline Diehl.